# Der Graf von Monte Christo (1975)
Der Graf von Monte Christo (Originaltitel: The Count of Monte-Cristo) ist eine britisch-italienische Fernsehverfilmung von Incorporated Television Company (ITC) und von Norman Rosemont Productions aus dem Jahre 1975 des gleichnamigen Romans von  Alexandre Dumas mit Richard Chamberlain in der Hauptrolle. Der Film spielt zwischen 1815 und etwa 1838 in Marseille und in Paris. Er ist der erste Film von Kate Nelligan, die die Mercedes spielt. Der Film wurde in den Cinecittà-Studios in Rom und in Porto Venere in Italien gedreht und erschien am 10. Januar 1975 in den USA. Er war mit Richard Chamberlain und Trevor Howard für den Emmy nominiert.

## Handlung
Der junge und naive Seemann Edmont Dantes hatte nach dem Tod seines Kapitäns auf See kurzerhand das Kommando über dessen Brigantine übernommen. Einem letzten Wunsch des Kapitäns folgend hatte er auf dem Weg in seinen Heimathafen Marseille auf der Insel Elba einen ungeplanten Zwischenaufenthalt eingelegt. Vor diesem Hintergrund erreicht er Marseille und seinen Reeder Morrell, der sich über die Kursänderung wundert, zumal sich Napoleon auf Elba aufhält. Schiffsschatzmeister Danglars, der ihm das von Morrell schnell bestätigte Kapitänsamt neidet, Matrose Caderousse, den er an Bord als Dieb festsetzen lassen hatte und Leutnant Mondego, der es auf seine Verlobte Mercedes abgesehen hat, verbünden sich gegen Edmont und verfassen einen fingierten Brief gegen ihn. Kurz darauf, am Vortag seiner geplanten Hochzeit, wird er festgenommen und dem Staatsanwalt de Villefort vorgeführt, dem er einen Brief aushändigt, der ihm vom Kapitän als Bote anvertraut war. Villefort vernichtet den Brief und lässt die Anklage auf Bonapartistentum scheinbar fallen, tatsächlich jedoch wird Edmont nach Bekanntwerden des wahren Adressaten des Briefes, Villeforts Vater Noirtier, einem bekennenden Bonapartisten, im Château d’If eingekerkert, dem der Stadt auf einer Insel vorgelagerten Gefängnis für Staatsfeinde.
Anfangs glaubt Edmont noch immer an einen Irrtum, doch muss er sich bald damit abfinden, Opfer eines üblen Spiels zu sein.
Nach Jahren trifft er auf den Geistlichen Abbé Faria, einen Mitgefangenen, der auf dem jahrelangen Weg in die Freiheit irrtümlich in Edmonts Zelle gelandet ist. Er stellt Edmont diverse heimlich hergestellte Gebrauchsgegenstände vor und eröffnet ihm anhand dessen Angaben den wahren Hintergrund seiner Haft. Darauf schwört Edmont Rache gegen Danglars, Caderousse, Mondego und de Villefort. Gemeinsam planen sie weiter die Flucht, doch Faria stirbt, nachdem er Edmont die Lage eines unermesslichen Schatzes auf der Insel Monte Christo anvertraut hat. Dantes gelingt es, sich anstelle des Verstorbenen in den Leichensack einzunähen und ins Meer werfen zu lassen. Er ist frei. Er wird von  italienischen Schmugglern gerettet, von denen er vom Hungertod seines Vaters erfährt, und lässt sich von ihnen nach Monte Christo fahren, wo er den Schatz heben kann.
Im Folgenden tritt Edmont als geheimnisumwobener schwerreicher Graf von Monte Christo auf und pflegt gegen jedermann ein selbstsicheres und eloquentes Auftreten. In dieser Maske macht er seinen vier Feinden durch sorgsam eingefädelte Ränkespiele den Garaus. Zunächst sucht er in Paris Danglars, jetzt Baron und angesehener Bankier, auf, um bei ihm ein Konto zu eröffnen. Er verleitet ihn dann zu riskanten Spekulationsgeschäften. Zuvor hat Danglars ihn bei Oberstaatsanwalt de Villefort eingeführt, da Edmont um Personenschutz nachgefragt hatte. Bei ihm lernt Edmont auch Albert, den Sohn Mondegos und seiner damaligen Verlobten Mercedes, kennen. Kurz darauf trifft er im Hause Mondego auf die Eltern: Mondego und Mercedes. Edmont ermittelt den kleinkriminellen unehelichen und seinerzeit kurz nach der Geburt lebendig begrabenen Sohn Villeforts und bringt ihn dazu, Caderousse im Zweikampf zu töten. Danach wird diesem Sohn der Prozess gemacht, in dem sein Vater, de Villefort, die Anklage führt. Gemäß Absprache mit Edmont diskreditiert der Sohn dort seinen Vater Villefort, indem er sich ihm zu erkennen gibt. Danglars sieht sich unterdessen als seriöser Bankier bloßgestellt und verübt Selbstmord. Nachdem Edmont den glorreichen Kriegsherrn Mondego in einer von ihm gekauften Zeitung diskreditiert hat, fordert sein Sohn Albert ihn zum Duell. Dessen Mutter, Mercedes, bittet ihren früheren Verlobten Edmont um das Leben ihres Sohnes und räumt endgültig das Wiedererkennen ein, worauf Edmont Albert dann auch schont. Albert räumt den Vorwurf Edmonts ein. Mondego sieht sich einem Untersuchungsausschuss ausgesetzt, in dem auch Edmont erscheint. Mondego fordert ihn zum Duell auf Degen und unterliegt. Somit sind zwei Gegner tot und zwei entehrt.
Zum Schluss folgt Edmont noch Mercedes auf ihrem Weg von Paris nach Marseille, wo sie sich endgültig trennen, da sie ihrem Sohn nach Afrika folgt. Der Graf verliert zwar als Racheengel Mercedes’ Liebe, sie sieht jedoch in dem Grafen einen geläuterten Menschen, der nun wieder in die Gesellschaft der Menschen zurückfinden kann.

## Sonstiges
Richard Chamberlain und Trevor Howard erhielten je eine Nominierung für einen Primetime Emmy Award.
Der Film ist 2001 auf DVD erschienen.

## Kritik
Das Lexikon des internationalen Films urteilte, es handle sich um [eine] „sorgfältige Neuverfilmung“, „[s]pannende Unterhaltung“, „mit wunderschönen Bildern, sorgfältiger Ausstattung und guten Darstellern“.